# 솜브레로 은하
솜브레로 은하(영어: Sombrero Galaxy) 또는 메시에 104(M 104), NGC 4594는 처녀자리에 위치한 정상나선은하로, 지구에서 약 2,800만 광년 떨어져 있다. 은하핵이 상당히 밝으며, 팽대부가 이례적으로 크고, 기울어진 원반의 먼지 띠가 매우 두드러져 있다. 시커먼 먼지와 커다란 팽대부 때문에 솜브레로처럼 보여서 이런 이름이 붙었다. 본래 천문학자들은 솜브레로 은하의 헤일로가 작고 가벼운 것으로 추측했다. 그런데 스피처 우주 망원경으로 관측한 결과, 솜브레로 은하의 헤일로가 이전의 추측과 달리 거대타원은하의 것처럼 크고 질량도 꽤 나가는 것으로 밝혀졌다. 솜브레로 은하의 겉보기 등급은 +9.0이고, 아마추어 망원경으로도 쉽게 관측할 수 있다. 전문적 천문학자들은 솜브레로 은하의 큰 팽대부, 중심의 초대질량블랙홀, 짙은 먼지 띠에 관심을 가지고 연구하고 있다.

## 발견 역사
솜브레로 은하는 1767년 3월에 피에르 메샹(Pierre Méchain)이 발견했다. 동년 5월에 메샹이 J. 베르누이(J. Bernoulli)에게 편지를 보냈고, 이후 출판된 《베를린천체력》(Berliner Astronomisches Jahrbuch)에 등재되었다. 1784년에는 윌리엄 허셜(William Herschel)이 독립적으로 이 천체를 발견하고, 은하 원반에서 관측되는 ‘암흑 층’("dark stratum")의 존재를 기록해 놓았다. 그 뒤 후대 천문학자들이 메샹과 허셜의 관측 결과를 같은 것으로 결론내렸다.
샤를 메시에(Charles Messier)는 솜브레로 은하를 비롯한 6개의 천체(현재 메시에 104 ~ 메시에 109)에 관한 육필노트를 남겼다. 이 노트가 메시에 목록 막바지에 포함되어 있는데, 1921년 이전에는 공식적으로 목록에 포함되지 않았다. 1921년, 카미유 플라마리옹(Camille Flammarion)이 이 육필노트를 발견했다. 이 당시 이미 신판일반목록(NGC)에 NGC 4594로 등재되어 있었고, 플라마리옹은 이 은하가 메시에 목록에도 포함되어야 한다고 공표했다. 그 이래로 솜브레로 은하는 메시에 104(M104)로 메시에 목록에 등재되었다.

## 먼지 고리
전술했다시피 이 은하의 가장 눈에 띄는 특징은 은하 팽대부 앞을 가로지르는 짙은 먼지 띠이다. 이 먼지 띠는 팽대부를 가로지르는 것처럼 보이지만, 사실 팽대부를 둘러싸고 있는 대칭적인 고리 모양이다. 이 고리 속에는 차가운 수소 원자 가스와 먼지가 들어 있다. 한편 저분해능·저탐지력 관측에 기초한 추론이지만, 이 고리에 솜브레로 은하의 차가운 분자성 구름이 다량 분포하고 있을 가능성도 존재한다. 과연 솜브레로 은하의 먼지 고리에 분자성 가스가 존재하는지 확실히 하기 위해서는 추가적인 관측이 필요하다. 적외선 분광분석에 따르면, 이 먼지 고리에서 솜브레로 은하의 항성 형성이 가장 활발하게 일어난다.

## 은하핵
솜브레로 은하의 은하핵은 저전리 핵방출선 영역(low ionization nuclear emission region, LINER)으로 분류된다. LINER란 이온화된 가스가 존재하는 은하핵의 구역인데, 그 이온화된 정도가 매우 약하다(즉, 원자들이 잃은 전자가 상대적으로 적다는 뜻이다). LINER의 가스를 이온화시키는 에너지원이 무엇인지 널리 논의되고 있다. 어떤 LINER는 항성 형성 구역의 뜨거운 젊은 별에 의해 에너지를 얻는데, 또 다른 LINER는 초대질량블랙홀을 품고 있는 고에너지 활동은하핵에 의해 에너지를 얻는다. 적외선 분광 분석에 따르면 솜브레로 은하의 은하핵에서는 명확한 항성 형성의 징후가 전혀 없는 것으로 추측된다. 하지만 핵에서 초대질량블랙홀이 발견되었기 때문에, 이 활동은하핵이 솜브레로 은하의 저전리중심핵광선영역의 에너지원으로 생각된다.

### 초거대질량블랙홀
1990년대에는, 존 코멘디(John Kormendy)의 연구진이 솜브레로 은하 안에 초대질량 블랙홀이 존재한다는 것을 밝혀냈다. 연구진은 캐나다 프랑스 하와이 망원경(CFHT)과 허블 우주망원경(HST)의 분광분석 데이터를 사용하여 솜브레로 은하 중심의 질량이 태양의 10억 배, 즉 109 M☉ 이상이어야 은하 중심에서 일어나는 항성 진화의 속도를 유지할 수 있음을 밝혀냈다. 이 블랙홀은 우리 은하에서 가까운 은하들의 블랙홀 중 가장 질량이 큰 축에 속한다.

## 구상 성단들
솜브레로 은하는 상대적으로 많은 구상 성단들을 가지고 있다. 솜브레로 은하의 구상 성단들의 관찰 연구 결과, 1200에서 2,000여개 가량의 구상 성단이 있다고 한다 우리 은하나, 팽대부가 작은 다른 은하들과 비교해 볼 때, 솜브레로 은하는 밝기에 비해 구상 성단의 숫자가 많고, 팽대부가 큰 은하와 비교할 때는 숫자가 비슷하다. 이 결과는 은하 내 구상 성단의 숫자가 은하 팽대부의 크기와 관련되어 있다는 증거이다. 구상 성단의 표면 밀도는 보통 은하 중심부를 제외한, 팽대부의 광도 자료를 따른다.

## 거리
솜브레로 은하까지의 거리를 재는데는 두가지 방법이 있다.
첫 번째 방법은 솜브레로 은하 내 행성상 성운에서 발산되는 플럭스 값과, 우리 은하에 있는 행성상 성운의 플럭스 값을 비교하는 것이다. 이 방법을 통하여 나온 솜브레로 은하까지의 거리는 2900만 ± 200만 광년이다.

## 이웃 은하와 은하단 정보
솜브레로 은하는 처녀자리 남단까지 복잡하게 뻗어 있는, 가는 실 모양의 은하단 내에 있다. 그러나 솜브레로가 은하단의 구성원 중 하나인지 아닌지는 확실하지 않다. 개개의 은하들이 상위 은하 집단에 소속되어 있는지를 알 수 있는 관측 방법을 통해 솜브레로 은하를 조사한 결과, 솜브레로는 NGC 4487, NGC 4504, NGC 4802, UGCA 289 및 기타 여러 은하들과 함께 하나의 집단을 구성하고 있는 것으로 밝혀졌다.

## 아마추어 관찰 정보
솜브레로 은하는 스피카로부터 11.5°서쪽에 위치해 있다. 은하를 7x35 쌍안경이나 4인치 아마추어 망원경으로 볼 수 있긴 하지만, 중심부를 제대로 보려면 8인치, 먼지 띠를 제대로 보려면 10또는 12인치 망원경이 필요하다.

## 같이 보기
- NGC 1291 - 외부 먼지 테두리가 있는 은하
- NGC 4725 - 확장된 먼지 테두리가 있는 비슷한 은하
- NGC 7742 - 정면을 바라보는, 막대가 없고 링이 있는 특이한 나선은하.